# Michael Joseph Hoeppner
Michael Joseph Hoeppner (Winona, 1º giugno 1949) è un vescovo cattolico statunitense, dal 13 aprile 2021 vescovo emerito di Crookston.

## Biografia
Michael Joseph Hoeppner è nato a Winona, nel Minnesota, il 1º giugno 1949 da Joseph e Anna Hoeppner a Winona. Ha tre fratelli: Patricia, Edward e Mary.

### Formazione e ministero sacerdotale
Ha frequentato la Cathedral Grade School, la Cotter High School, il St. Mary's College e il seminario "Cuore Immacolato di Maria" a Winona. È stato quindi inviato a Roma per studi. Ha preso residenza nel Pontificio collegio americano del Nord. Nel 1974 ha ottenuto il baccalaureato in teologia presso la Pontificia Università Gregoriana. Ha seguito poi un anno di corsi per la licenza in teologia alla Gregoriana ma è stato richiamato in diocesi prima di concluderli.
Il 29 giugno 1975 è stato ordinato presbitero per la diocesi di Winona nella basilica di San Pietro in Vaticano da papa Paolo VI insieme ad altri 359 diaconi giunti a Roma per il giubileo del 1975. In seguito è stato vicario parrocchiale della parrocchia di San Giuseppe Lavoratore a Mankato dal 1975 al 1980; insegnante della Loyola High School di Mankato, direttore della Pacelli High School di Austin e direttore delle vocazioni dal 1977 al 1984. Nel 1985 è stato inviato in Canada per studi. Nel 1987 ha conseguito la licenza in diritto canonico presso l'Università di San Paolo a Ottawa. Ha ottenuto anche un master in educazione alla Winona State University. Tornato in diocesi è stato vicario giudiziale dal 1988 al 1997; parroco della parrocchia di San Paolo a Minnesota City dal 1988 al 1992; parroco della parrocchia di San Casimiro a Winona dal 1992 al 1997; amministratore diocesano dal 1997 al 1999; vicario generale dal 1997; moderatore della curia dal 1999 e cappellano del Sacred Heart Hospice ad Austin.
È stato anche direttore della formazione permanente per il clero e membro del consiglio pastorale diocesano, del consiglio presbiterale, del comitato per le assegnazioni dei sacerdoti, nel collegio dei consultori, del consiglio diocesano delle finanze e del consiglio di amministrazione degli enti di beneficenza cattolici della diocesi di Winona.

### Ministero episcopale
Il 28 settembre 2007 papa Benedetto XVI lo ha nominato vescovo di Crookston. Ha ricevuto l'ordinazione episcopale il 30 novembre successivo dall'arcivescovo metropolita di Saint Paul e Minneapolis Harry Joseph Flynn, co-consacranti il vescovo emerito di Crookston Victor Herman Balke e il vescovo di Winona Bernard Joseph Harrington.
Nel marzo del 2012 e nel gennaio del 2020 ha compiuto la visita ad limina.
Nel maggio del 2017 il vescovo Hoeppner è diventato il primo vescovo ad essere citato in giudizio individualmente per coercizione, dopo che era stato accusato di avere fatto pressioni su un candidato al diaconato affinché tacesse una passata accusa di abuso da parte di un sacerdote. La vittima ha affermato che la coercizione di Hoeppner era stata come "subire di nuovo abusi".
Il 20 settembre del 2017 è stato raggiunto un accordo tra il ricorrente e il vescovo Hoeppner, con quest'ultimo che ha pubblicato la copia di una lettera che il candidato al diaconato avrebbe dovuto firmare impegnandosi a mantenere riservato l'abuso subito. L'avvocato Mike Finnegan afferma che questa lettera prova la colpevolezza del vescovo Hoeppner nel forzare la ritrattazione della denuncia di abuso.
Nel settembre del 2019, è stato annunciato che il vescovo Hoeppner sarebbe stato il primo vescovo al mondo a essere indagato per insabbiamento di abuso ai sensi del motu proprio Vos Estis Lux Mundi. L'indagine è stata condotta da monsignor Bernard Anthony Hebda, arcivescovo metropolita di Saint Paul e Minneapolis.
Il 13 aprile 2021 papa Francesco ha accolto la sua rinuncia al governo pastorale della diocesi di Crookston. Monsignor Hoeppner si è dimesso su richiesta del pontefice dopo che l'indagine ha fatto emergere che a volte non aveva rispettato le norme applicabili quando venivano presentate accuse di abusi sessuali che coinvolgevano chierici della diocesi di Crookston.

## Genealogia episcopale
La genealogia episcopale è:
- Cardinale Scipione Rebiba
- Cardinale Giulio Antonio Santori
- Cardinale Girolamo Bernerio, O.P.
- Arcivescovo Galeazzo Sanvitale
- Cardinale Ludovico Ludovisi
- Cardinale Luigi Caetani
- Cardinale Ulderico Carpegna
- Cardinale Paluzzo Paluzzi Altieri degli Albertoni
- Papa Benedetto XIII
- Papa Benedetto XIV
- Papa Clemente XIII
- Cardinale Marcantonio Colonna
- Cardinale Giacinto Sigismondo Gerdil, B.
- Cardinale Giulio Maria della Somaglia
- Cardinale Carlo Odescalchi, S.I.
- Cardinale Costantino Patrizi Naro
- Cardinale Lucido Maria Parocchi
- Papa Pio X
- Papa Benedetto XV
- Papa Pio XII
- Cardinale Francis Joseph Spellman
- Cardinale Terence James Cooke
- Vescovo Howard James Hubbard
- Arcivescovo Harry Joseph Flynn
- Vescovo Michael Joseph Hoeppner

## Araldica
| Stemma | Titolare                                     | Descrizione |
|        | Michael Joseph Hoeppner Vescovo di Crookston | Partito: al primo fasciato ondato d'argento e di rosso, ai due pastorali addossati d'oro, accostati da due croci gigliate dello stesso, sul tutto caricato di una torta d'azzurro, sovraccaricata di un crescente montante d'argento; al secondo, d'azzurro, alla verga al naturale fiorita d'argento, caricata da una saracinesca d'oro, sovraccaricata dal rincontro di pecora dello stesso, al capo d'oro, alla decusse d'azzurro, caricata di un crescente montante d'argento. Ornamenti esteriori da vescovo. Motto: "Omnia in nomine Domini Iesu". |